# Fadi Abboud
Pour les articles homonymes, voir Abboud.
Fadi Abboud est un industriel et homme politique libanais, né le 21 mars 1955. Il est nommé ministre du tourisme en 2009 puis en 2011.
Il est marié et père de deux enfants.

## Carrière

### Son parcours professionnel
Détenteur d'un diplôme en économie et en développement de l’Université de Westminster à Londres, Fadi Abboud se lance dans l'industrie. Il est président-directeur général (PDG) de l’usine d’ustensiles plastiques GPI depuis 1982, de Naas Food Company et directeur de la société Gempco. Grand industriel, il est élu à la tête de l'Association des Industriels libanais en 2002 et en 2006,. Membre du conseil exécutif et président de la commission économique au sein de la Ligue maronite, il est également membre de la Chambre de commerce internationale et de la Chambre de commerce libano-américaine.

### Son parcours ministériel
Fadi Abboud est désigné ministre du Tourisme le 15 octobre 2009 au sein du gouvernement de Saad Hariri, puis une nouvelle fois au sein du gouvernement Mikati le 13 juin 2011.
Son projet s'est majoritairement porté sur le développement du tourisme au Liban et de l'élargir à l'année entière sur l'ensemble du territoire.
Il démissionne en juillet 2013.

### Polémique à propos du site de l'explosion du port de Beyrouth
Après l'explosion du 4 aout 2020 dans le port de Beyrouth, Fadi Abboud propose que le site de la catastrophe soit converti en attraction touristique, à l'instar des ruines romaines de Baalbek. Cette prise de position entraine des protestations de la part de familles de victimes.

## Vie privée
Abboud a épousé Sara Lilianna Saban en 1986 et a eu deux enfants.